# Ernst Krebs
Ernst Krebs (Munique, Baviera, 4 de novembro de 1906 — Gauting, Baviera, 20 de julho de 1970) foi um canoísta alemão especialista em provas de velocidade.

## Carreira
Foi vencedor da medalha de ouro em K-1 10000 m em Berlim 1936.